# Parafia Matki Bożej Wspomożenia Wiernych w Starym Czarnowie
Parafia pw. Matki Bożej Wspomożenia Wiernych w Starym Czarnowie – rzymskokatolicka parafia należąca do dekanatu Kołbacz, archidiecezji szczecińsko-kamieńskiej, metropolii szczecińsko-kamieńskiej. Siedziba parafii mieści się przy ulicy Szczecińskiej w Starym Czarnowie. Parafię prowadzą księża archidiecezjalni.

## Kościół parafialny
Kościół Matki Bożej Wspomożenia Wiernych w Starym Czarnowie

## Kościoły filialne i kaplice
- Kościół Najświętszej Maryi Panny Matki Kościoła w Chabowie[1]
- Kościół Podwyższenia Krzyża Świętego w Dobropolu Gryfińskim[1]
- Kaplica Chrystusa Dobrego Pasterza w Glinnej[1]